# Martin Stenzel
Martin Stenzel (ur. 18 lipca 1946 w Lądku-Zdroju) – niemiecki kolarz torowy reprezentujący RFN, brązowy medalista olimpijski oraz srebrny medalista mistrzostw świata.

## Kariera
Największy sukces w karierze Martin Stenzel osiągnął w 1966 roku, kiedy wspólnie z Klausem Kobuschem zdobył srebrny medal w wyścigu tandemów podczas mistrzostw świata we Frankfurcie. Na mistrzostwach tych Niemcy ulegli jedynie zespołowi francuskiemu w składzie: Daniel Morelon i Pierre Trentin. Razem ze Stenzelem wystartował w tandemach także na igrzyskach olimpijskich w Meksyku, gdzie rywalizację zakończyli na piątej pozycji. Ponadto wielokrotnie zdobywał medale torowych mistrzostw kraju, w tym trzy złoty.